# Abadía territorial de Pannonhalma
La abadía territorial de Pannonhalma (en latín: Abbatia Territorialis S. Martini in Monte Pannoniae y en húngaro: Pannonhalmi területi apátság) es una circunscripción eclesiástica de la Iglesia católica en Hungría. Se trata de una abadía territorial latina inmediatamente sujeta a la Santa Sede. Desde el 16 de febrero de 2018 su abad es el obispo Cirill Tamás Hortobágyi, de la Orden de San Benito.

## Territorio y organización
La abadía territorial tiene 356 km² y extiende su jurisdicción sobre los fieles católicos de rito latino residentes en la abadía de Bakonybél y sobre los territorios de Bakonypéterd, Lázi, Nyalka, Ravazd, Tarjánpuszta, Veszprémvarsány, Vének, Győrasszonyfa, Táp, Tápszentmiklós; y tres distritos de Győr (Kismegyer, Győrszentiván, Ménfőcsanak).
La sede de la abadía territorial se encuentra en la abadía de Pannonhalma, en donde se halla la Catedral de San Martín de Tours.
En 2019 en la abadía territorial existían 15 parroquias.

## Historia
Pannonhalma fue el primer monasterio benedictino húngaro, fundado en 996 por el príncipe Géza de Hungría, quien lo eligió como sede de los monjes, y pronto se convirtió en la sede de toda la orden. El monasterio fue construido en honor a san Martín de Tours. El hijo de Géza, el rey Esteban I de Hungría, donó bienes y propiedades al monasterio. Astrik (Anastasio) fue el primer abad.
El monasterio se convirtió en archiabadía de la congregación húngara en 1541. Tras la invasión otomana de Europa en los siglos  XVI y XVII, se transformó en una fortaleza. Durante los 150 años de ocupación turca, los monjes tuvieron que abandonar la abadía por periodos más o menos largos. Bajo la dirección del archiabad Benedek Sajghó se inició la construcción de un nuevo edificio barroco.
El siglo XVIII, época de la Ilustración, influyó también en la vida de los monasterios. Según la doctrina josefita, las órdenes religiosas eran juzgadas según criterios de utilidad inmediata, tolerando sólo aquellas órdenes que gestionaban jardines de infancia, escuelas u hospitales.
Después de 1945 las propiedades de la orden y las escuelas dirigidas por los benedictinos fueron confiscadas por el Estado comunista desde 1950 hasta la caída del comunismo húngaro. En 1995, un año antes del milenio, el complejo fue renovado y remodelado.
El 30 de diciembre de 1977 cedió algunas parroquias en Checoslovaquia a la arquidiócesis de Trnava mediante la bula Praescriptionum sacrosancti del papa Pablo VI.
El 31 de mayo de 1993 , en virtud de la bula Hungarorum gens del papa Juan Pablo II, asumió su actual fisonomía territorial.

## Estadísticas
De acuerdo al Anuario Pontificio 2020 la abadía territorial tenía a fines de 2019 un total de 21 924 fieles bautizados.
| Año                                                                             | Población            | Población | Población      | Sacerdotes | Sacerdotes    | Sacerdotes    | Bautizados por sacerdote | Diáconos permanentes | Religiosos | Religiosos | Parroquias |
| Año                                                                             | Bautizados católicos | Total     | % de católicos | Total      | Clero secular | Clero regular | Bautizados por sacerdote | Diáconos permanentes | Varones    | Mujeres    | Parroquias |
| ------------------------------------------------------------------------------- | -------------------- | --------- | -------------- | ---------- | ------------- | ------------- | ------------------------ | -------------------- | ---------- | ---------- | ---------- |
| 1948                                                                            | 24 698               | 27 052    | 91.3           | 65         |               | 65            | 379                      |                      | 97         | 38         | 20         |
| 1971                                                                            | ?                    | ?         | ?              | 104        |               | 104           | ?                        |                      | 146        | 19         | ?          |
| 1990                                                                            | 22 540               | 26 180    | 86.1           | 35         |               | 35            | 644                      |                      | 47         | 118        | 16         |
| 1999                                                                            | 21 600               | 24 864    | 86.9           | 9          |               | 9             | 2400                     | 1                    | 23         | 28         | 15         |
| 2000                                                                            | 21 597               | 24 859    | 86.9           | 9          |               | 9             | 2399                     | 1                    | 22         | 28         | 15         |
| 2001                                                                            | 21 592               | 24 857    | 86.9           | 13         |               | 13            | 1660                     | 1                    | 29         | 28         | 15         |
| 2002                                                                            | 21 532               | 24 823    | 86.7           | 14         |               | 14            | 1538                     | 1                    | 30         | 28         | 15         |
| 2003                                                                            | 21 530               | 24 788    | 86.9           | 14         |               | 14            | 1537                     | 1                    | 28         | 28         | 15         |
| 2004                                                                            | 21 516               | 24 780    | 86.8           | 14         |               | 14            | 1536                     | 1                    | 32         |            | 15         |
| 2007                                                                            | 21 453               | 24 700    | 86.8           | 16         |               | 16            | 1340                     |                      | 24         |            | 14         |
| 2013                                                                            | 21 300               | 24 700    | 86.2           | 66         |               | 66            | 322                      | 2                    | 78         | 2          | 15         |
| 2016                                                                            | 21 400               | 25 100    | 85.3           | 38         |               | 38            | 563                      | 3                    | 51         | 2          | 15         |
| 2019                                                                            | 21 924               | 28 700    | 76.4           | 36         | 1             | 35            | 609                      | 3                    | 52         | 2          | 15         |
| Fuente: Catholic-Hierarchy, que a su vez toma los datos del Anuario Pontificio. |                      |           |                |            |               |               |                          |                      |            |            |            |

## Episcopologio
- Asztrik † (997-1015)
- Rasia † (1015-1036)
- San Mór † (1036-?)
- Péter † (1091-1103)
- Deda † (1124-1131)
- Dávid † (1131-1150)
- Rafael † (1151-1175)
- Rajnald † (1175-1180)
- Simili † (1180-1189)
- Péter † (1189-1192)
- Bálazs † (1192-1198)
- János I † (1198-1201)
- Uros † (1207-1241)
- Salamon † (1249-1252)
- Favus † (1252-1262)
- Bonifác † (1263)
- Herman † (1288-1300)
- Miklós I † (1300-1306)
- Imre (Henrik) † (1306-1307)
- Jakab † (1307-1308)
- János II † (1308-1309)
- László † (1309-1311)
- Miklós II † (1312-1318)
- Miklós III † (1319-1333)
- Hammer Vilmos † (1333-1354)
- Szigfrid † (1355-1365)
- László Czudar † (1365-1372)
- Domonkos † (1372-1377)
- László Piaszt der Weiße † (1377-1379)
- István † (1380-1398)
- Miklós Ferenc Marczali Dózsa † (1399-1404)
- János Albeni † (1404-1406)
- Konrád Ovári † (1406-1408)
- János Kropidló † (1408-1421)
- Miklós Dobói † (1422-1438)
- László Héderváry † (1439-1447)
- Tamás Döbrentei † (1447-1467)
- János Vitéz † (1467-1472)
- Mátyás Király † (1472-1490)
- Tamás Bakócz † (1490-1492)
- László Király † (1493-1500)
- Máté Tolnai † (1500-1535)
- Mihály Giöry † (1535-1542)
- Ferenc Bedegi Nyáry † (1543-1547)
- János Csanády † (1548-1556)
- László Martonfalvi † (1556-1562)
- Péter Bocsi Thorday † (1563-1566)
- István Fejérkővy † (1567-1593)
- Mátyás Pálfy † (1638-1646)
- Placid Magger † (1647-1667)
- Placid Lendvay † (1689-1699)
- Egyed Karner † (1699-1708)
- Benedek Sajghó † (1722-1768)
- Samuel Vajda † (1768-1795)
- Dániel Somogyi † (1795-1801)
- Mór Czinár † (1829-1841)
- Mihály Rimely † (1842-1865)
- Krizosztom Kruesz † (5 de septiembre de 1865-11 de enero de 1885 falleció)
  - Sede vacante (1885-1892)
- Ippolito Feher † (11 de julio de 1892-27 de octubre de 1909 falleció)
- Tiburzio Hajdu † (28 de marzo de 1910-1 de octubre de 1918 falleció)
- Remigio Bárdos † (19 de mayo de 1920-2 de mayo de 1932 falleció)
- Crisostomo Kelemen † (16 de marzo de 1933-7 de noviembre de 1950 falleció)
- Paolo Sárközy † (10 de febrero de 1951-10 de mayo de 1957 falleció)
- Norbert Legányi † (11 de noviembre de 1957-enero de 1969 renunció)
  - Sede vacante (1969-1973)
- András József Szennay † (14 de marzo de 1973-1991 renunció)
- Imre Asztrik Várszegi (18 de marzo de 1991- 16 de febrero de 2018 renunció)
- Cirill Tamás Hortobágyi, desde el 16 de febrero de 2018